# Lancia Beta
Lancia Beta je osobní automobil nižší střední třídy, který v letech 1972 až 1984 vyráběla italská automobilka Lancia. Jejím předchůdcem byla Lancia Fulvia a jejím nástupcem byla Lancia Prisma.